# Aléxandros Schinás
Vous lisez un « bon article » labellisé en 2024.
Aléxandros Schinás (en grec : Αλέξανδρος Σχινάς), souvent appelé Alékos Schinás (Αλέκος Σχινάς), né vers 1870 à Serrès ou Vólos, en Grèce ottomane, et mort le 6 mai 1913 à Thessalonique, ville tout juste conquise par le royaume de Grèce, est connu pour avoir assassiné, le 18 mars 1913 à Thessalonique, le roi Georges Ier de Grèce.
Les détails de la vie de Schinás avant l'assassinat ne sont pas clairs. Son lieu de naissance et sa profession ne sont pas confirmés. Selon ses propres dires, il aurait suivi des études de médecine puis pratiqué cette discipline sans autorisation parce qu'il n'avait pas les moyens de financer un diplôme. Certaines sources contemporaines rapportent qu'il prônait l'anarchisme ou le socialisme et qu'il dirigeait une école anarchiste qui a été fermée par le gouvernement grec. Plusieurs années avant l'assassinat, Schinás aurait quitté la Grèce pour New York, où il aurait travaillé dans deux hôtels, avant de rentrer dans son pays en février 1913.
Le 18 mars 1913, quelques mois après la prise de Thessalonique à l'Empire ottoman au cours de la première guerre balkanique, et alors que le roi Georges Ier séjourne dans la ville, il croise le souverain lors de sa promenade habituelle et l'abat d'une balle dans le dos, avec un revolver. Immédiatement arrêté puis torturé, Schinás déclare avoir agi seul, mettant son acte sur le compte d'un délire provoqué par la tuberculose. Après six semaines de détention, il meurt défenestré, soit par suicide, soit par meurtre.
Diversement dépeint comme un malade mental sans motivation politique ou comme un anarchiste, Aléxandros Schinás se décrivait lui-même comme un « socialiste ». Des théories du complot, un temps relayées par les autorités grecques, ont affirmé qu'il avait agi en tant qu'agent étranger, mais aucune preuve n'est venue étayer ces théories.

## Biographie

### Jeunesse

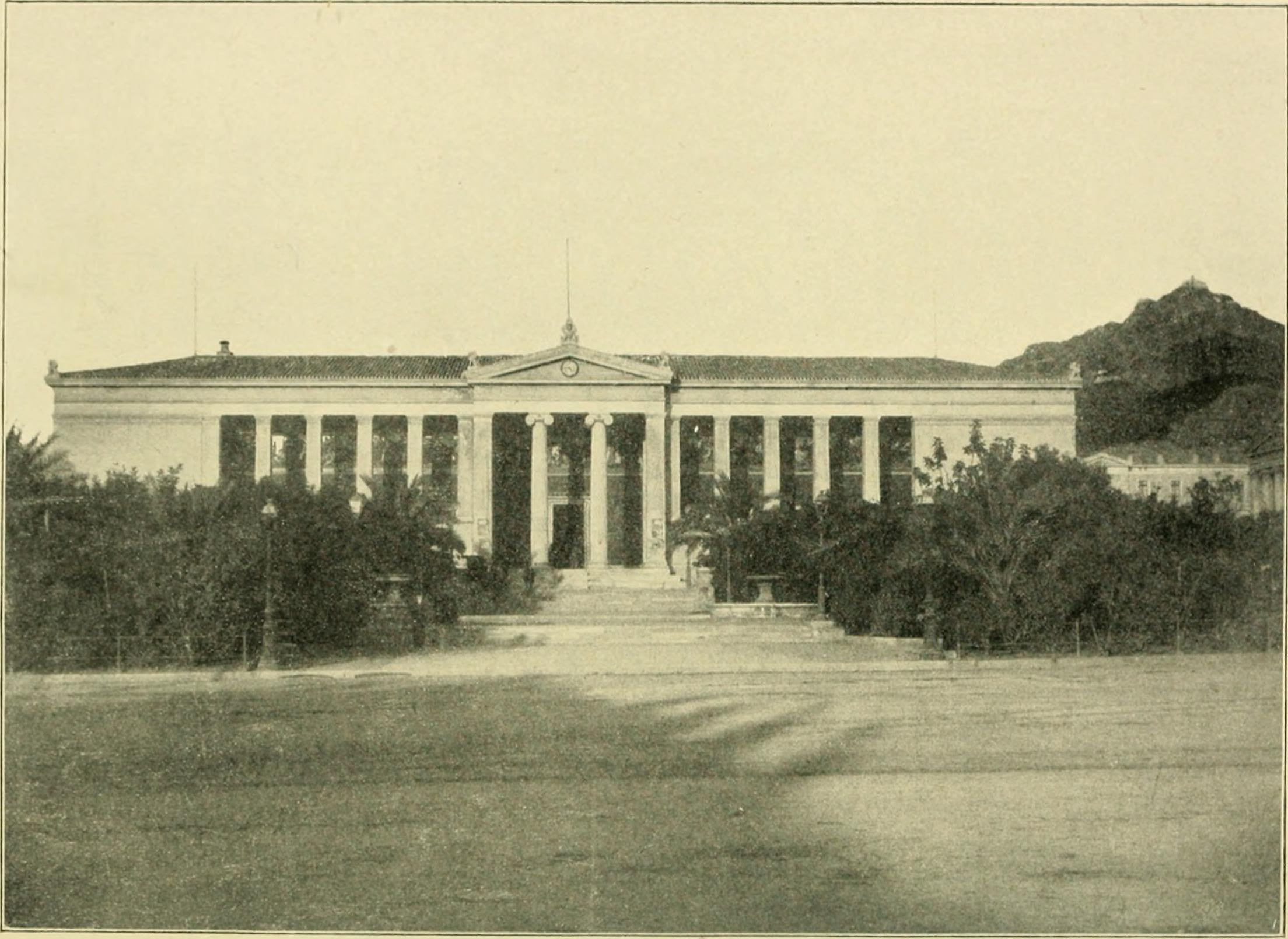
L'université d'Athènes, où Schinás aurait étudié la médecine (1903).

On sait très peu de choses sur la vie d'Aléxandros Schinás avant qu'il n'assassine Georges Ier de Grèce,. Il naît vers 1870, apparemment à Serrès ou à Vólos, alors toutes deux sous le contrôle des Ottomans. Il a deux sœurs, l'une plus âgée et l'autre plus jeune, et peut-être un frère nommé Hercule, qui tient une pharmacie à Vólos, où Schinás aurait travaillé comme assistant. Selon Schinás lui-même, il souffre d'une « maladie neurologique » non spécifiée à partir de l'âge de 14 ans, et celle-ci commence à le « torturer » à l'âge de 25 ans. Schinás déclare avoir étudié la médecine, possiblement à l'université d'Athènes où il a peut-être également été instructeur. Ne disposant pas des ressources nécessaires pour payer un diplôme, il quitte Athènes et accepte un poste d'enseignant à Klisoura. Après un conflit financier avec ses sœurs, Schinás démissionne et s'installe à Xánthi, où il exerce la médecine sans diplôme jusqu'à ce que les autorités l'arrêtent,.
La vie de Schinás après Xánthi fait l'objet d'une certaine controverse. Dans une interview accordée au New York Times après l'assassinat du roi des Hellènes, le consul général de Grèce à New York déclare que Schinás a ouvert une école à Vólos, le Centre des travailleurs, avec un médecin et un avocat. L'établissement a cependant été fermé quelques mois plus tard, sur décision du gouvernement, pour « enseignement d'idées antigouvernementales ». Le médecin et l'avocat ont été condamnés à trois mois de prison mais, pour des raisons inconnues, Schinás n'a pas été sanctionné. Selon le consul général, au cours de cette période, Schinás s'est également porté candidat, sans succès, au poste de député de Vólos à l'Assemblée nationale grecque,,,.
Le journal grec Atlantis, basé à New York, conteste le récit du consul général en publiant une lettre d'une connaissance de Schinás affirmant que la personne qui s'est présentée aux élections à Vólos était un homonyme. La lettre, dont la rédaction du journal a confirmé l'exactitude, conteste l'implication de Schinás dans l'école du Centre des travailleurs, écrivant : « Schinás n'avait rien à voir avec une quelconque école et n'avait aucunement l'intention d'entrer en politique. Il était connu comme un homme qui aimait l'isolement et son jacquet. Il portait la barbe et était anarchiste. » Le fondateur du journal suggère que les histoires contradictoires sur Schinás pourraient être dues à la banalité de ce nom de famille en Grèce et à l'existence probable de plusieurs personnes portant le nom d'Aléxandros (ou Alékos) Schinás.

### Possible expatriation à New York

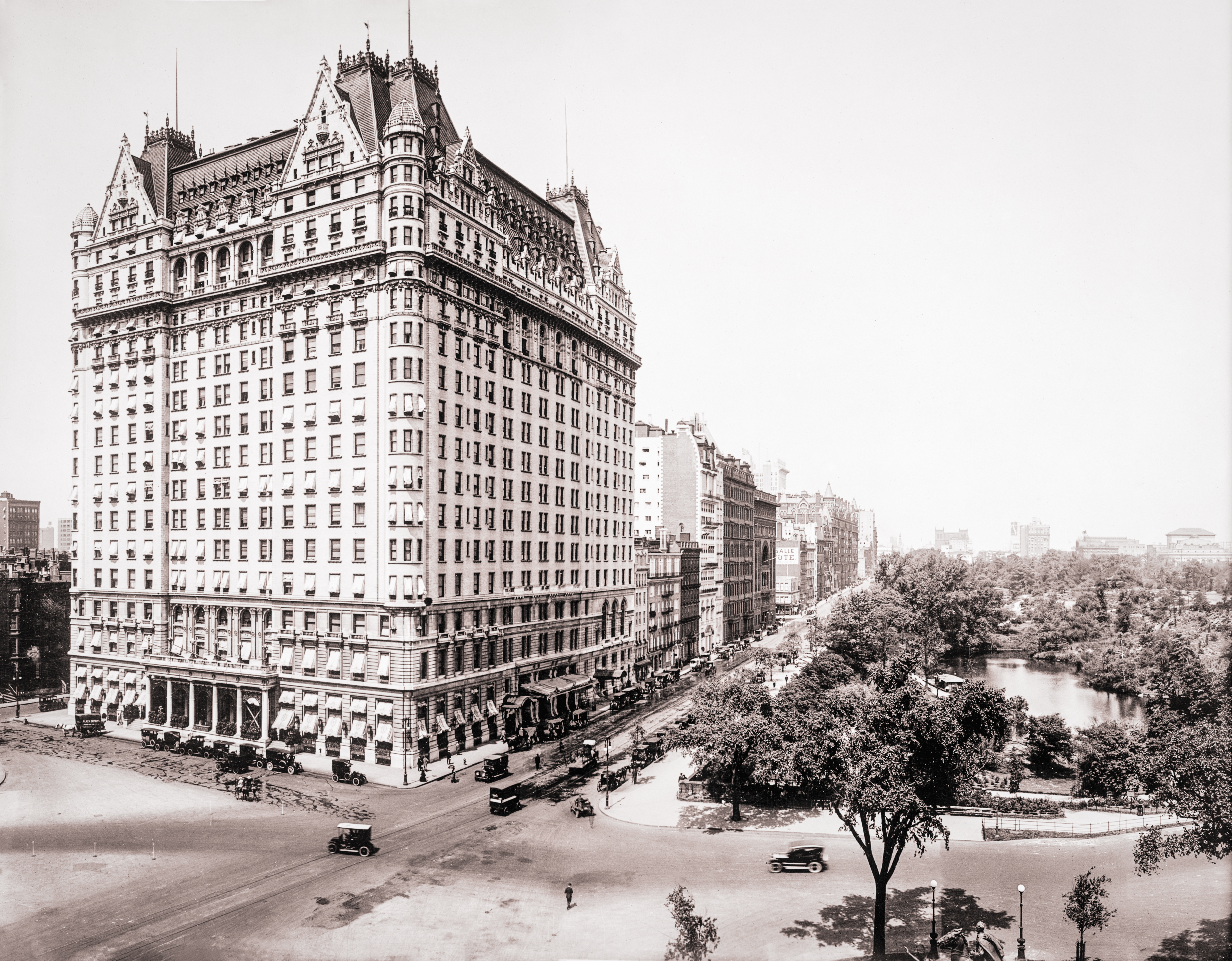
Le Plaza Hotel.

Arrivé à Thessalonique, alors toujours sous domination ottomane, Schinás aurait été, selon lui, expulsé de la ville par les Jeunes-Turcs, en 1910, parce qu'il était « un bon patriote grec »,. Le consul général de Grèce à New York suggère une autre explication pour le départ de Schinás : il se serait soustrait à la police à la suite de la fermeture du Centre des travailleurs à Vólos. La lettre publiée par Atlantis, quant à elle, indique que Schinás est parti en raison d'une querelle familiale avec son frère Hercule.
Des articles de presse contemporains et des représentants du gouvernement grec rapportent que, dans les années précédant l'assassinat de Georges Ier, Schinás vit à New York, et travaille au Fifth Avenue Hotel et au Plaza Hotel. Il étudie le socialisme, fréquente des « cercles radicaux » dans le Lower East Side et distribue des exemplaires de l'ouvrage Merrie England du socialiste anglais Robert Blatchford à ses collègues du Plaza Hotel,. Les sources le décrivent comme épousant des idées socialistes « étranges » et « incompréhensibles » et développant un mépris général pour les gouvernements, surtout la monarchie,.
Cependant, aucun document n'atteste de l'expulsion de Schinás de Thessalonique ou de son arrivée à New York en 1910. Les documents d'immigration font état de l'arrivée en 1905 d'un homme nommé Athanásios Schinás, qui aurait approximativement le même âge qu'Aléxandros Schinás à l'époque, mais il n'est pas certain qu'il s'agisse de la même personne. Contrairement aux informations évoquant son départ en 1910, un article publié en 1913 dans The New York Times indique que Schinás était toujours en Grèce en 1911, précisant que, cette année-là, il a fait une demande d'aide gouvernementale auprès du roi, mais que sa demande a été rejetée et qu'il a été chassé par les gardes du palais,. Bien que l'on ne sache pas exactement quand, pourquoi, ni même s'il s'est installé à New York, Schinás est de retour en Grèce en février 1913,.

### Arrivée à Thessalonique

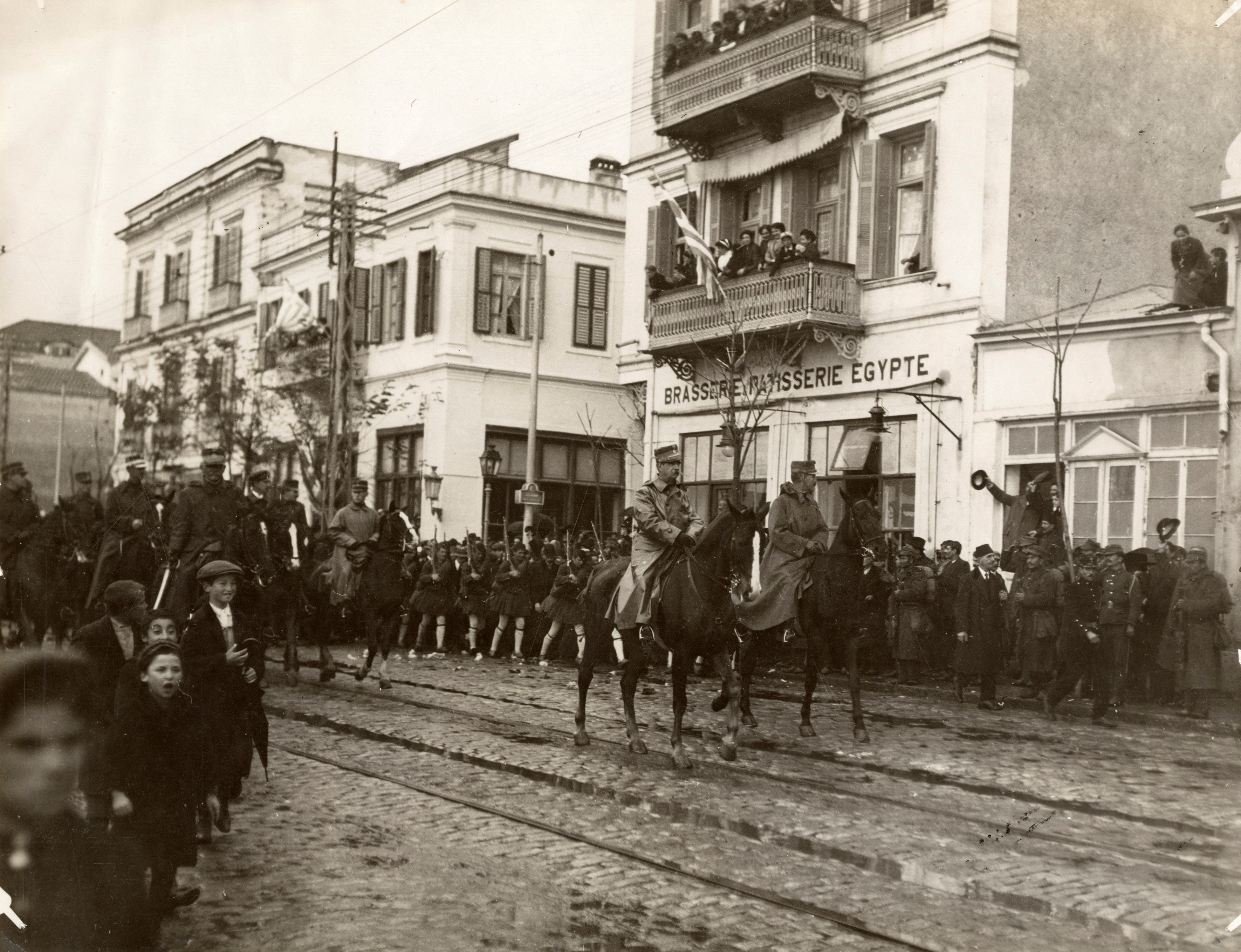
L'armée grecque entrant dans Thessalonique (1912).

Selon la presse et le gouvernement, environ trois semaines avant l'assassinat du roi, Aléxandros Schinás voyage d'Athènes à Vólos, puis à Thessalonique, probablement en mendiant et « subsistant presque entièrement avec du lait ». Un diplomate grec déclare que Schinás vit alors « dans une auberge misérable, donnant deux kurûş par jour pour dormir et dépensant deux autres kurûş pour sa nourriture ». Selon le ministre grec de la Justice, Schinás séjourne chez un avocat avant d'être mis à la porte à la suite d'un litige avec chantage. Pendant sa détention, Schinás explique avoir contracté la tuberculose dans les semaines précédant l'assassinat et que, quelques jours auparavant, il a souffert de « fortes fièvres » et de « délires » et a été pris de « folie »,.
Lorsque Schinás arrive à Thessalonique, en février 1913, le roi Georges Ier y séjourne depuis plusieurs mois. Durant l'été 1912, en effet, la Grèce s'est alliée avec les autres royaumes balkaniques (Serbie, Monténégro et Bulgarie) contre l'Empire ottoman. Le 8 octobre 1912, la première guerre balkanique est déclarée. Un des objectifs de la Grèce, dans le cadre de la « Grande Idée », est alors Thessalonique. Sous la direction du fils aîné du roi, le diadoque Constantin, l'armée hellénique a conquis la ville début novembre 1912. Les Grecs ont accueilli la libération de Thessalonique dans la liesse. Le roi Georges Ier s'est précipité dans la ville, accompagné par son Premier ministre, Elefthérios Venizélos, pour appuyer les revendications de la Grèce et organiser une célébration de la victoire devant coïncider avec son prochain jubilé d'or,,,,.

### Assassinat du roiGeorgesIer

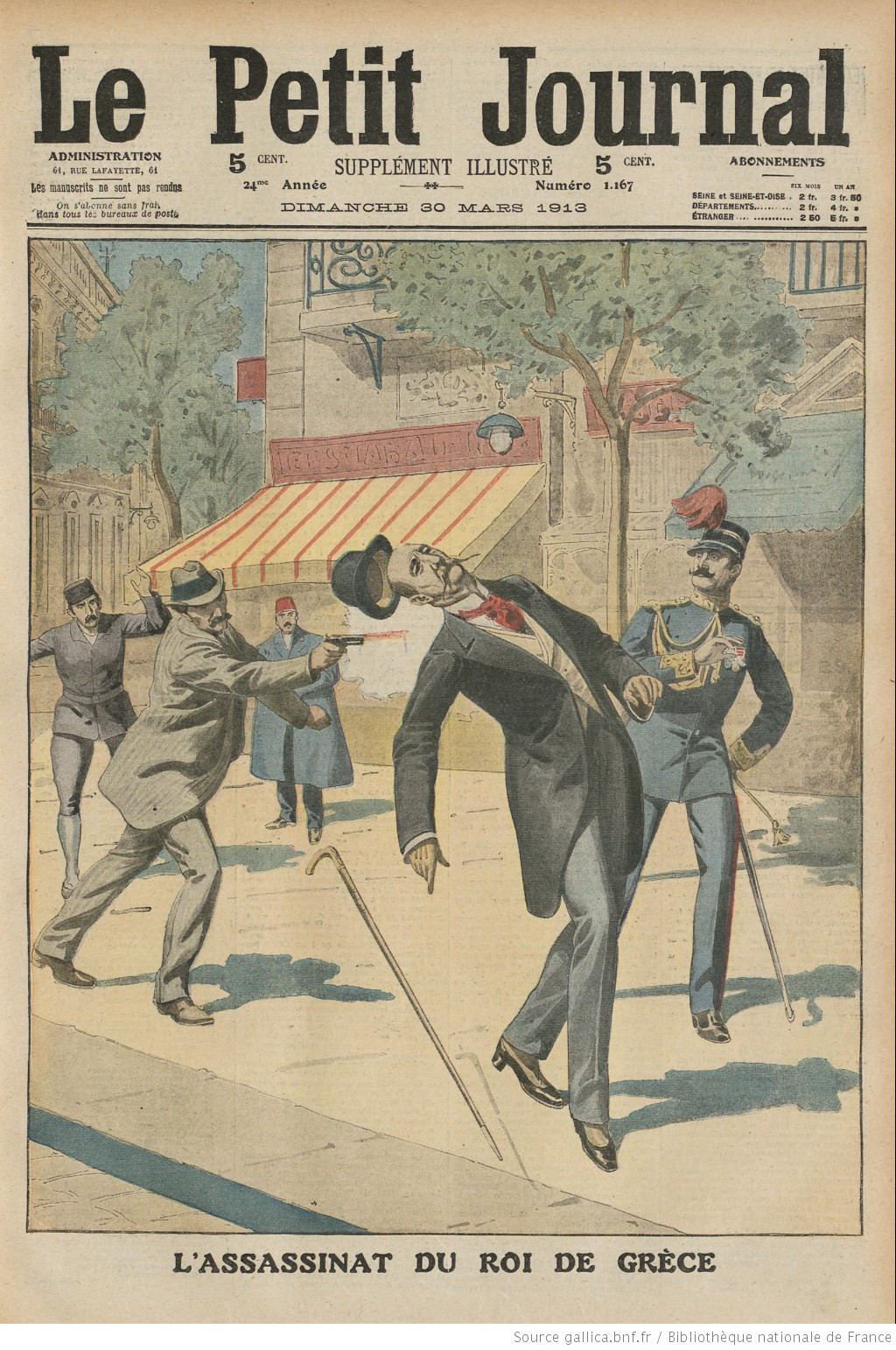
Reconstitution du meurtre en Une du quotidien Le Petit Journal (30 mars 1913).

Se sentant de moins en moins vigoureux après presque 50 ans de règne, le roi Georges Ier profite de son séjour à Thessalonique pour annoncer à sa famille son intention d'abdiquer à l'occasion de son prochain jubilé d'or, qui doit avoir lieu au mois d'octobre. Le monarque explique alors que le diadoque Constantin a désormais l'âge idéal et l'envergure nécessaire pour le remplacer.
Le 18 mars 1913, Georges Ier part se promener dans les rues de la ville, comme chaque après-midi depuis qu'il est arrivé à Thessalonique, au côté de son aide de camp, Ioánnis Frangoúdis. Il s'y déplace presque sans aucune protection, exactement comme il le fait à Athènes, depuis le début de son règne. Contre l'avis de ses conseillers, le roi refuse de parcourir la ville avec un grand nombre de gardes ; seuls deux gendarmes sont autorisés à le suivre à distance. Georges Ier et son aide de camp se baladent sur le port, près de la Tour blanche, et discutent de la prochaine visite du roi sur le croiseur de bataille allemand Goeben,,,,. Aléxandros Schinás croise leur route à l'angle des rues Vasilíssis Olgas et Agía Triáda.
Vers 17 h 15, Schinás tire dans le dos du roi, à bout portant, avec un revolver,,,,. Selon The New York Times, Schinás s'était « caché » et s'est « précipité » pour tirer sur le roi. Une autre version le décrit sortant d'un café turc appelé le Pasha Liman, ivre et « en haillons », et tirant sur Georges Ier alors que celui-ci passait près de lui,. La balle transperce le cœur du roi, qui s'effondre. Le monarque est alors emmené en calèche à l'hôpital militaire le plus proche, mais il meurt avant d'y parvenir, à l'âge de 67 ans.
Schinás ne tente pas de s'échapper et est immédiatement appréhendé par Ioánnis Frangoúdis,. Des gendarmes supplémentaires arrivent peu après d'un poste de police voisin. Schinás aurait demandé aux officiers de le protéger de la foule qui l'entourait. Le prince Nicolas est rapidement prévenu de l'événement et c'est lui qui fait parvenir la nouvelle du décès de Georges Ier aux autres membres de la famille royale.
Conscient que l'assassinat du roi dans une ville largement peuplée de Slaves pourrait raviver les tensions avec la Bulgarie, qui lorgnait également Thessalonique, le gouvernement refuse d'abord tout motif politique au régicide et présente Schinás comme un déséquilibré ivrogne,. Les autorités tentent par la suite de faire croire à un agent agissant pour le compte de l'étranger (la Bulgarie, l'Allemagne ou l'Empire ottoman), sans toutefois apporter de preuve à leurs allégations.

### Détention et mort

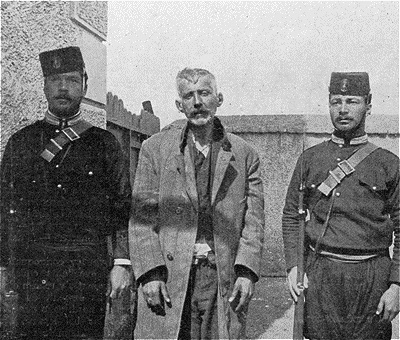
Aléxandros Schinás, après son arrestation (1913).

Torturé et contraint de subir des examens pendant sa détention,, Aléxandros Schinás ne désigne aucun complice,. Selon le journal grec I Kathimeriní, il aurait déclaré à la reine Olga, veuve de Georges Ier, lors d'un entretien privé, avoir agi seul. I Kathimeriní rapporte également que Schinás aurait fait des dépositions après son arrestation, mais que leurs transcriptions ont été perdues dans un incendie à bord du navire qui les transportait au Pirée. Interviewé en prison par un journaliste, il nie par ailleurs toute préméditation et attribue son acte à des « délires » provoqués par la tuberculose.
Le 6 mai 1913, soit six semaines après son arrestation, Aléxandros Schinás meurt en se défenestrant du bureau du juge d'instruction de la gendarmerie de Thessalonique,,. Les autorités déclarent que Schinás, qui n'était pas menotté, a profité d'un instant de distraction de ses gardes pour courir et sauter par la fenêtre, faisant une chute de neuf mètres. Certains supposent que Schinás s'est suicidé pour éviter d'endurer d'autres actes de torture et une mort lente due à la tuberculose, mais d'autres suggèrent qu'il aurait été jeté par la fenêtre par les gendarmes, peut-être pour le faire taire,,,,,. Après sa mort, son oreille et sa main sont amputées et utilisées pour l'identification, puis conservées et exposées au musée de criminologie d'Athènes.

## Profil et motivations

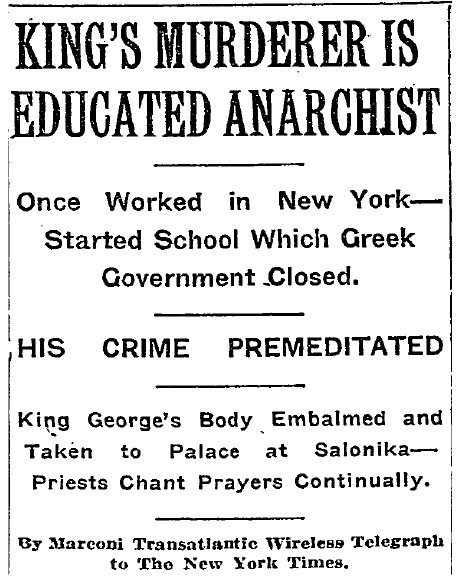
Titre du New York Times faisant état de l'assassinat du roi et du profil de Schinás (20 mars 1913).

Bien qu'il soit considéré comme l'un des plus célèbres assassins anarchistes du début du XXe siècle, comme Luigi Lucheni (assassin de l'impératrice Élisabeth d'Autriche) ou Leon Czolgosz (assassin du président américain William McKinley), le profil d'Aléxandros Schinás reste imprécis. Après le meurtre de Georges Ier, le gouvernement refuse dans un premier temps d'attribuer un motif politique au geste de Schinás et le décrit comme un être de « faible intelligence », un « criminel dégénéré » et « victime de l'alcoolisme »,. Ce « récit étatique » devient la version communément admise du profil de Schinás, alcoolique et sans-abri, et l'assassinat du roi est alors attribué à une maladie mentale, sans motivation politique,,,.
D'importantes théories du complot, un temps relayées par les autorités grecques elles-mêmes, ont suggéré que Schinás était un agent au service des Ottomans, des Bulgares ou des nationalistes macédoniens pour des raisons politiques ou de la Duplice (alliance de l'Allemagne et de l'Autriche-Hongrie) pour des raisons dynastiques,,,,. Cependant, aucune preuve n'est venue étayer ces théories : l'assassinat n'est revendiqué par aucun groupe nationaliste ; les historiens notent que l'attentat contre le roi a déstabilisé la « paix délicate et durement gagnée » entre les Grecs et les Bulgares ; finalement, le fait que Georges Ier avait déjà décidé d'abdiquer en faveur de son fils aîné Constantin lors de son prochain jubilé d'or rendait inutile toute intervention de la Duplice visant à favoriser l'avènement au trône du diadoque,.

Lors de l'interview réalisée en prison, le journaliste pose la question « Êtes-vous anarchiste ? » à Aléxandros Schinás, qui répond : 

« Non, non ! Je ne suis pas anarchiste, mais socialiste. Je suis devenu socialiste lorsque j'étudiais la médecine à Athènes. Je ne sais pas comment. On devient socialiste sans s'en rendre compte, lentement (un pas après l'autre). Tous les gens qui sont bons et éduqués sont socialistes. La philosophie de la médecine, pour moi, c'était le socialisme. »

D'autres théories sur les raisons de l'assassinat voient le jour, comme le fait qu'il s'agissait d'une vengeance contre le roi pour avoir refusé la demande d'aide gouvernementale de Schinás en 1911, ou que ce dernier aurait perdu un important héritage sur le marché boursier grec, qu'il était en mauvaise santé et découragé avant l'attentat,. Un article paru dans The New York Times en 1914 et présentant les assassinats politiques récents ne cite pas Schinás parmi les « anarchistes qui croient aux tactiques militantes », mais il décrit l'assassin de Georges Ier comme « un Grec nommé Alékos Schinás qui était probablement à moitié dément ».
Pour autant, au XXIe siècle, Schinás reste généralement présenté comme un anarchiste aux revendications politiques,,,. En 2014, néanmoins, Michael Newton nuance cette version, décrivant la torture subie par Schinás durant sa détention comme ayant produit « une confession confuse qui mélangeait des sentiments anarchistes avec une affirmation selon laquelle il avait tué le roi parce qu'il refusait de lui donner de l'argent ». En 2018, Michael Kemp exprime également des doutes quant à son affiliation à l'anarchisme et à la propagande par le fait, notant que les termes « socialisme » et « anarchisme » étaient à l'époque utilisés de manière interchangeable et que les rapports selon lesquels Schinás aurait sollicité une aide gouvernementale ou investi sa fortune dans un marché boursier ne soutiennent pas les thèses selon lesquelles il était socialiste ou anarchiste,. Michael Kemp écrit ainsi : « Plutôt que de faire partie d'une conspiration plus large, qu'elle soit politique ou étatique, Aléxandros Schinás était peut-être simplement un homme malade (à la fois mentalement et physiquement) cherchant à échapper aux dures réalités du début du XXe siècle. »

### Interview de Schinás pendant sa détention
- (en) Magrini (trad. Grigórios Frágkos), « The King's Assassin Explains Himself to the Journalist Magrini », Aionos,‎ mars 1913 (lire en ligne ).

### Sur l'assassinat deGeorgesIer
- (el) Γιώργος Ο. Αναστασιάδης, « Η δολοφονία του βασιλιά Γεώργιου Α' (1913) », dans Το παλίμψηστο του αίματος : πολιτικές δολοφονίες και εκτελέσεις στη Θεσσαλονίκη (1913-1968) [« Le palimpseste du sang : assassinats politiques et exécutions à Thessalonique (1913-1968) »], Επίκεντρο,‎ 2010, 1re éd. (ISBN 9789604582808, OCLC 713835670).
- (en) Dulcie M. Ashdown, Royal Murders : Hatred, Revenge and the Seizing of Power, The History Press, 2011 (1re éd. 1998), 262 p. (ISBN 9780752469195, OCLC 779141017, lire en ligne).
- (en) Captain Walter Christmas (trad. du danois), « King George's Death », dans King George of Greece, New York, MacBride, Naste & Company, 1914 (ISBN 1402175272, lire en ligne), p. 392-416.
- (en) Michael Newton, « George I of Greece (1845-1913) », dans Famous Assassinations in World History : An Encyclopedia [2 volumes], ABC-Clio, 2014 (ISBN 9781610692861, OCLC 957637380), p. 179-181.
- (en) Nigel West, « George I », dans Encyclopedia of political assassinations, Rowman & Littlefield, 2017 (ISBN 9781538102381, OCLC 980219049), p. 83.

### Sur la mouvance anarchiste
- (en) Richard Bach Jensen, « Anarchist terrorism and counter-terrorism in Europe and the world, 1878–1934 », dans Randall D. Law, The Routledge History of Terrorism, Routledge, 2015 (ISBN 9781317514879, OCLC 951551065), p. 111-129.
- (en) Richard Bach Jensen, « Historical lessons : an overview of early anarchism and lone actor terrorism », dans Michael Fredholm, Understanding Lone Actor Terrorism : Past Experience, Future Outlook, and Response Strategies, Routledge, 2016 (ISBN 9781317328612, OCLC 947086466), p. 29-45.
- (en) Michael Kemp, « Beneath a White Tower », dans Bombs, Bullets and Bread : The Politics of Anarchist Terrorism Worldwide, 1866–1926, McFarland & Company, 2018 (ISBN 9781476671017, OCLC 1043054028), p. 178-186.
- (en) Henry E. Mattox, Chronology of World Terrorism, 1901–2001, McFarland & Company, 2015 (1re éd. 2004), 195 p. (ISBN 9781476609652, OCLC 910878829, lire en ligne).

### Histoire de la Grèce
- (en) Richard Clogg, A Concise History of Modern Greece, Cambridge, University Press, 2002 (1re éd. 1992), 291 p. (ISBN 978-0-521-00479-4, lire en ligne).
- Édouard Driault et Michel Lhéritier, Histoire diplomatique de la Grèce de 1821 à nos jours : La Grèce et la Grande Guerre - De la Révolution turque au traité de Lausanne (1908-1923), t. V, PUF, 1926 (lire en ligne).
- (en) Thomas W. Gallant, Modern Greece, Londres, Arnold, 2001, 280 p. (ISBN 9780340763360, OCLC 248722096).
- (en) George Kaloudis, Navigating Turbulent Waters : Greek Politics in the Era of Eleftherios Venizelos, Rowman & Littlefield, 2019, 254 p. (ISBN 9781498587396, OCLC 1108993066, lire en ligne).
- (en) John Van der Kiste, Kings of the Hellenes : The Greek Kings, 1863-1974, Sutton Publishing, 1994 (ISBN 0750921471).